# キニノーゲン
キニノーゲン(Kininogen)は、キニンの前駆体となるタンパク質である。他の役割を持つものもある。
2つの主要な型は、
- 高分子量キニノーゲン:プレカリクレインとともに肝臓で形成される。主に凝固や炎症の補因子として働き、固有の触媒活性は持たない。組織または血漿のカリクレインによって、ブラジキニンとカリジンに切断される。
- 低分子量キニノーゲン:様々な組織によって局所的に形成され、カリクレインとともに分泌される。

これらは、どちらも同じ前駆体からスプライシングされたものである。 
ラットでは3番目の型のT-キニノーゲンが発見されているが、ヒトでは見つかっていない。